# Vepris heterophylla
Espèce
Classification phylogénétique
Statut de conservation UICN

 EN  : En danger
Vepris heterophylla est une espèce de plantes du genre Vepris de la famille des Rutacées.